# Павуло нел Фриняно
Павуло нел Фриняно (на италиански: Pavullo nel Frignano) е град и община в Северна Италия.

## География
Градът се намира в провинция Модена на област (регион) Емилия-Романя. Разположен е на 682 м надморска височина и територия 144 км2 (има 18 квартала). На около 40 км на север от града се намира провинциалния център град Модена. Население 17 188 жители по данни от преброяването през 2009 г.

## История
Първата дума (Павуло) от названието на града е образувана от думата „Палуде“ (блато), думата Фриняно е от названието на едноименната историческа зона.

## Архитектура
Архитектурни забележителности на града са замъка Монтекуколи, мостът на река Сколтена в квартал Олина, построен през 1522 г., църквата „Св. Лоренцо“, построена през 1577 г. и др.

## Личности
Родени
- Раймондо Монтекуколи (1609-1680), кондотиер, дипломат и писател
- Лука Тони (р. 1977), футболист-национал